# Conobrosis acervata
Conobrosis acervata is een vlinder uit de familie van de sikkelmotten (Oecophoridae). De wetenschappelijke naam van de soort werd in 1914 gepubliceerd door Edward Meyrick.